# Nistorești, Vrancea
Nistorești este satul de reședință al comunei cu același nume din județul Vrancea, Moldova, România.

## Toponimie
Nistorești provine de la numele de Nistor, fecior al Vrâncioaiei, care alături de ceilalți frați ai săi l-au sprijinit de Ștefan cel Mare, domnitor al Moldovei, pentru a-i înfrânge pe turci.

## Istoric
Satul Nistorești este menționat documentar pentru prima dată în 1792.